# Dhumavati

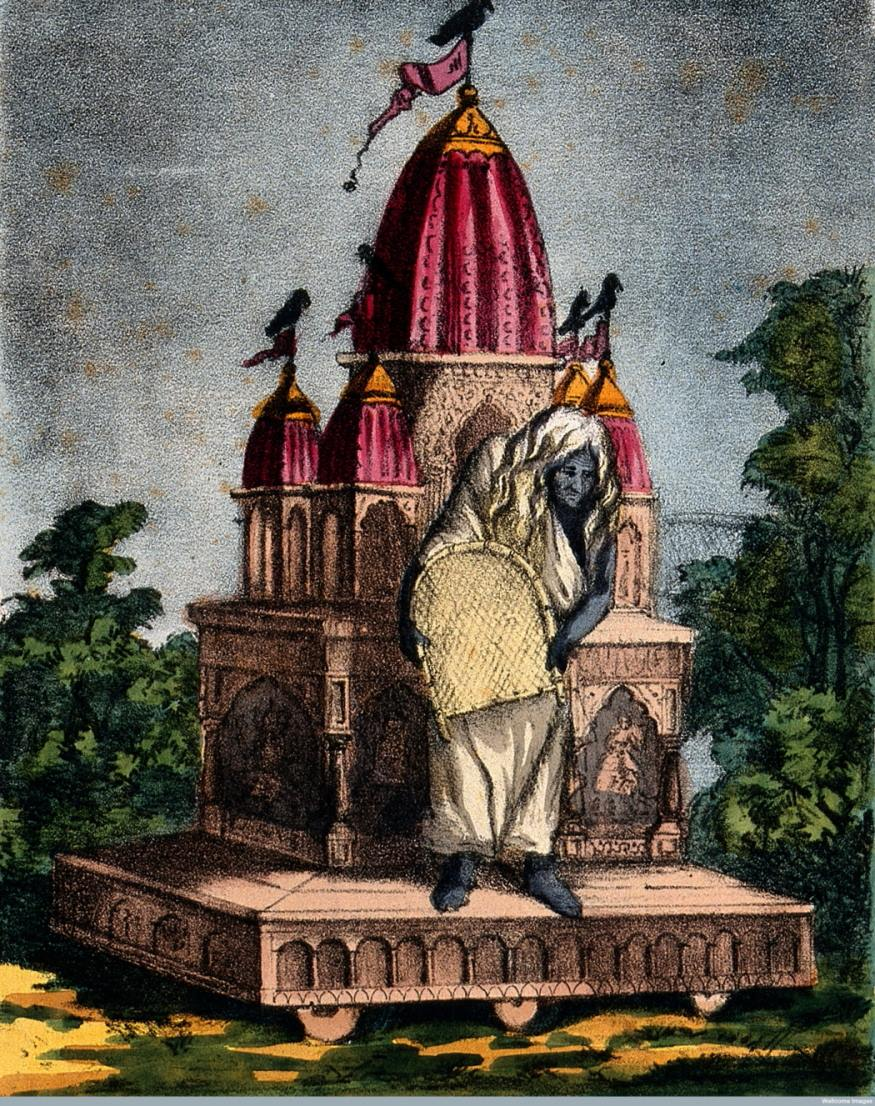
Un'immagine tradizionale di Dhumavati rappresentata come una vecchia strega con un cesto di vagliatura su un carro senza cavalli

Dhumavati (in Sanscrito: धूमावती, Dhūmāvatī, letteralmente "fumante") è una delle Mahāvidyā, un gruppo di dieci dee tantriche. Dhumavati rappresenta il terribile aspetto di Devī, la Madre Divina della religione induista. È spesso raffigurata come un'anziana, minacciosa vedova, e nell'induismo è associata con eventi infausti, come il corvo e il periodo Chaturmas. La dea è spesso raffigurata su un carro senza cavalli o sopra un corvo, di solito in un campo di cremazione (Shmashana).
Si dice che Dhumavati si manifesti al momento della dissoluzione cosmica (pralaya) ed incarna "il Vuoto" che esiste prima della creazione e dopo la dissoluzione. Mentre Dhumavati è generalmente associata solo a qualità infauste, il suo inno dai mille nomi mette in relazione i suoi aspetti positivi e quelli negativi. Viene spesso definita tenera di cuore e dispensatrice di doni. Dhumavati è descritta come una grande maestra, una che rivela la conoscenza ultima dell'universo, che è al di là delle divisioni illusorie, come di buon auspicio e di cattivo auspicio. La sua brutta forma vuole insegnare al devoto a guardare oltre il superficiale, a guardare dentro e cercare le verità interiori della vita.
Dhumavati è descritta come una donatrice di siddhis (poteri soprannaturali), una soccorritrice da tutti i problemi e una sostenitrice di tutti i desideri, inclusa la conoscenza suprema e moksha (la salvezza). La sua adorazione è anche prescritta per coloro che desiderano sconfiggere i loro nemici. L'adorazione di Dhumavati è considerata l'ideale per i membri della società come gli scapoli, le vedove, i rinuncianti mondiali e i tantrici. Nel suo tempio di Varanasi, tuttavia, trascende la sua inconsapevolezza e acquisisce lo status di una divinità protettrice locale. Lì, anche le coppie sposate la adorano. Sebbene abbia pochissimi templi dedicati, la sua adorazione per rituale tantrico continua in privato in luoghi appartati come terreni di cremazione e foreste.

## Origini

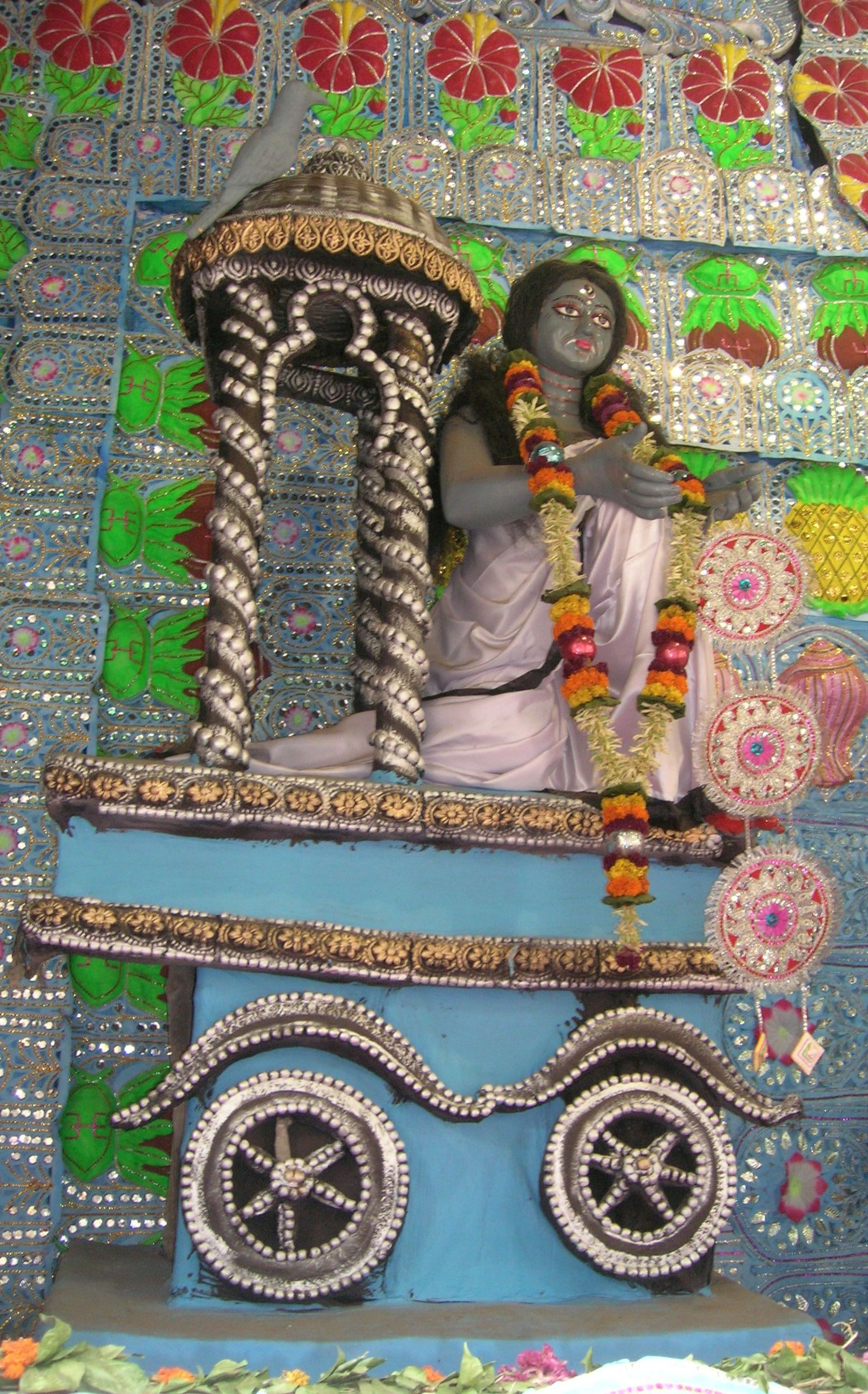
L'idolo Dhumavati adora altri Mahavidya in un Kali Puja pandal a Kolkata.

Dhumavati raramente viene rappresentata al di fuori del gruppo dei Mahavidya. Non esiste nessuna menzione storica sulla sua presenza prima che sia inclusa tra i Mahavidya. Come dea della povertà, della frustrazione e della disperazione, Daniélou associa Dhumavati con Nirṛti, la dea della malattia e della miseria, e con Alakshmi, la dea della sfortuna e della povertà. Kinsley aggiunge un'altra associazione alla lista: Jyestha.
La dea vedica Nirriti è associata a morte, decadenza, sfortuna, rabbia e bisogno. Gli inni enfatizzano le offerte per tenerla lontana. Come Nirriti, Dhumavati è associata a cose e difficoltà non promettenti. Jyestha, una delle prime divinità indù, ha somiglianze nell'iconografia con Dhumavati. Come Dhumavati, è oscura, brutta ed è associata al corvo. Jyestha è descritta come incapace di tollerare qualsiasi buon auspicio. Anche come Dhumavati, Jyestha vive in liti, luoghi infausti e ha un brutto carattere. Lakshmana Desika, commentatrice del Saradatilaka-Tantra, identifica Dhumavati con Jyestha. Sia Alakshmi, la sorella e antitesi di Lakshmi (Shri), la dea della ricchezza, fortuna e bellezza, e Dhumavati sono descritte come vecchie, accompagnate da una scopa e con uno stendardo con un corvo. Entrambe simboleggiano la fame, la sete, il bisogno e la povertà.
Mentre ci sono somiglianze tra Dhumavati e le tre dee, queste ultime non hanno le caratteristiche significative di Dhumavati, come la sua vedovanza e un'enfasi testuale sulla sua bruttezza. Anche i nomi delle tre dee non figurano nei Nama Stotra di Dhumavati (inni che invocano i suoi numerosi nomi), dove tali identificazioni avrebbero potuto essere esplicitamente menzionate. I tre mancano anche degli aspetti più feroci della guerriera Dhumavati e dei suoi aspetti positivi nel contesto dei Mahavidya. Secondo lo studio David Kinsley, sebbene i tre possano essere gli antecedenti di Dhumavati, non sono "uguali" a Dhumavati.

## Leggende

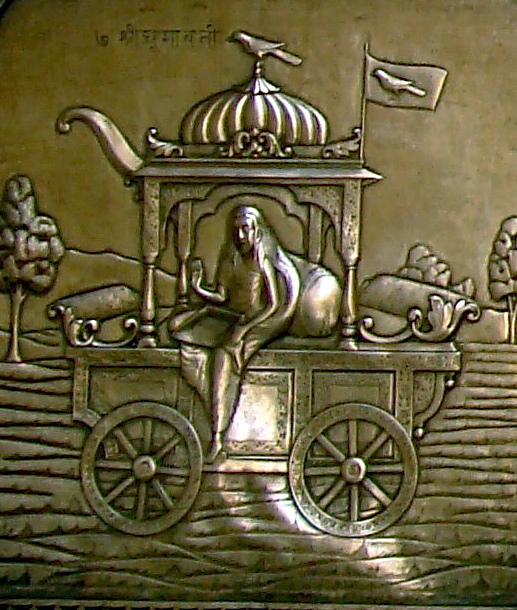
Un pannello d'argento della porta del tempio di Kali, Forte Amber, raffigura Dhumavati su un carro senza cavalli con un cesto di vagliatura.

Dhumavati è spesso chiamata il settimo Mahavidya. Il Guhyatiguhya-Tantra equipara le dieci rappresentazioni di Vishnu con i dieci Mahavidya. L'incarnazione del pesce Matsya è descritta come derivante da Dhumavati. Un elenco simile contenuto nel Mundamala equipara Dhumavati con Vamana.
In una storia tratta dallo Shakta Maha-Bhagavata Purana, si narra della creazione di tutti i Mahavidya. Sati, figlia di Daksha e prima moglie di Shiva, si sente insultata per il fatto che lei e Shiva non sono stati invitati allo yajña di Daksha ("sacrificio di fuoco") e insiste per andarci, nonostante le proteste di Shiva. Dopo inutili tentativi di convincere Shiva, l'infuriata Sati si trasforma nei Mahavidya, che circondano Shiva in tutte le dieci direzioni cardinali. Dhumavati si trova nel sud-est. Un'altra leggenda simile sostituisce Sati con Kālī (il capo dei Mahavidya) come moglie di Shiva e origine degli altri Mahavidya. Il Devībhāgavata Purāṇa menziona i Mahavidya come compagni di guerra e forme della dea Shakambhari.
Una leggenda dello Shaktisamgama-Tantra descrive che Sati si suicida saltando nella yagna di Daksha e Dhumavati si alza con la faccia annerita dal fumo sprigionato dal corpo in fiamme di Sati. Lei è "tutto ciò che è rimasto di Sati" ed la sua rappresentazione. Il Pranatosini-Tantra spiega la vedovanza di Dhumavati. Una volta, Sati chiese a Shiva di darle da mangiare. Quando Shiva declinò, la dea lo mangiò per soddisfare la sua fame estrema. Quando Shiva le chiede di vomitarlo, lei lo respinse. Shiva allora la rifiutò e la maledisse facendole assumere la forma di una vedova. Un'altra leggenda orale narra che Dhumavati fu creata dalla dea guerriera Durgā nella battaglia contro i demoni Shumbha e Nishumbha. Il nome letterale di Dhumavati ("lei che dimora nel fumo") deriva dalla sua capacità di sconfiggere i demoni creando un fumo pungente.
La versione Pranatosini-Tantra sottolinea l'aspetto distruttivo di Dhumavati e la sua fame, che è soddisfatta solo quando lei mangia Shiva, dato che lui stesso contiene o crea l'universo, mostrando così il suo stato infausto di vedova e la sua auto affermazione sul marito.

## Culto

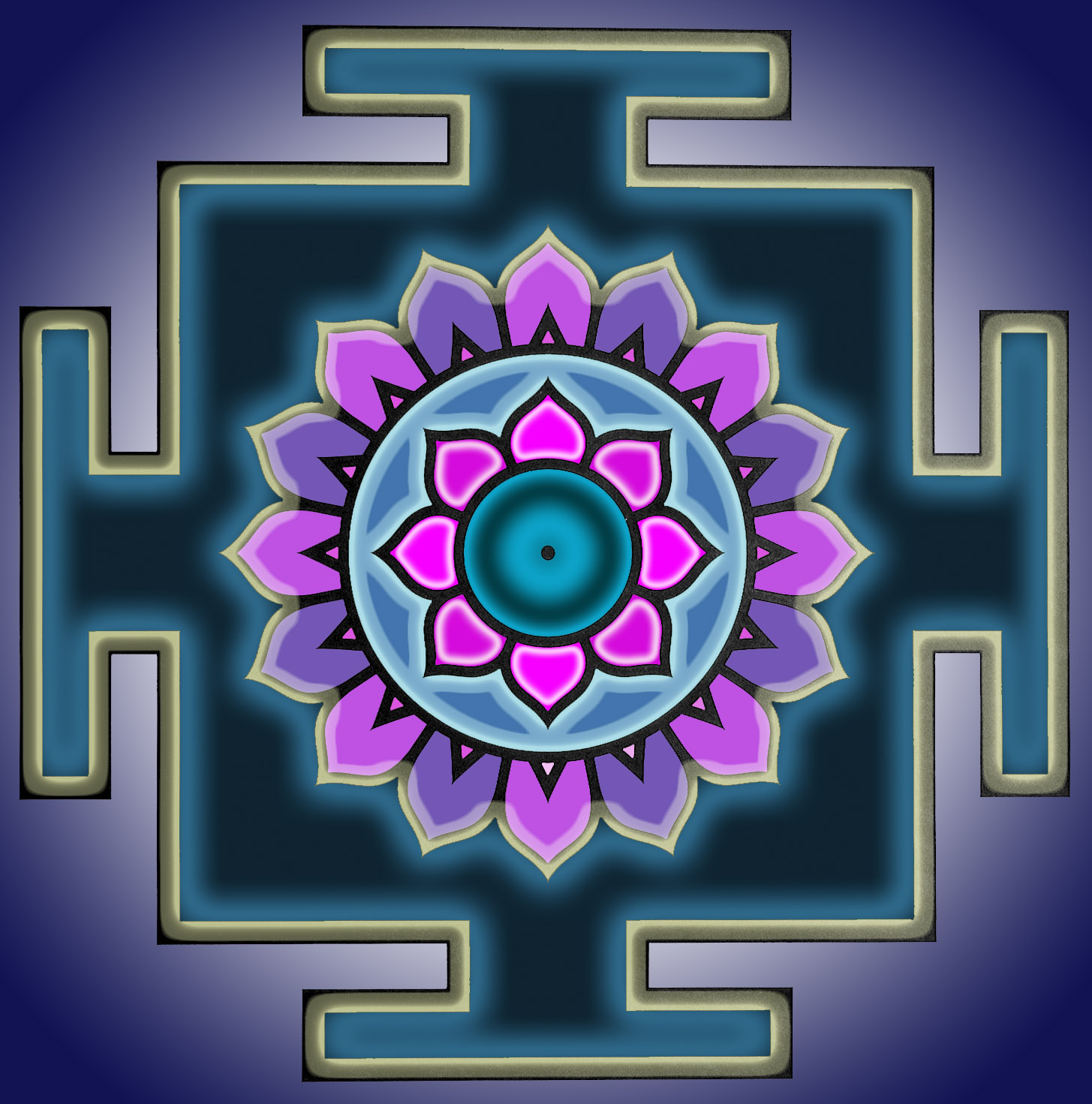
Lo yantra di Dhumavati, usato nel suo culto

Sebbene Dhumavati possa sembrare una dea da evitare a causa della sua infelicità, è descritta come tenera di cuore e come colei che offre ai suoi devoti tutto ciò che vogliono. In diversi luoghi, Dhumavati è descritta come una donatrice di siddhi (poteri soprannaturali), una salvatrice per tutti i problemi e conceditrice di tutti i desideri e ricompense, compresa la conoscenza ultima e moksha (la salvezza). L'adorazione di Dhumavati è prescritta per scongiurare tutta la negatività che rappresenta e per trascendere il velo di fumo e acquisire la vera conoscenza. Adorandola come incarnazione dell'impuro, dell'infelicità e al di fuori dei confini della società, si può arrivare a guardare oltre le dicotomie arbitrarie della società e acquisire la conoscenza ultima per diventare spiritualmente illuminati.
Le persone sposate, tuttavia, sono consigliate di non adorare Dhumavati. Si dice che la sua adorazione crei un sentimento di mancanza di solitudine e di avversione per le cose del mondo, che sono considerate le più alte caratteristiche di una ricerca spirituale. Quindi, l'adorazione di Dhumavati è appropriata per i rinunciatari totali che vagano come vagabondi solitari e vedove che hanno una vita parallela alla vita dei rinunciatari. Dhumavati è anche descritta come un essere parziale per le singole persone e specialmente per le vedove. Le vedove sono considerate le uniche che possono resistere al suo potere.
Il mantra di Dhumavati è "Dhum Dhum Dhumavati Svaha", contenente una ripetizione della sua sillaba Dhum. Questo mantra usato nel culto di Dhumavati, a volte con il suo yantra, si crede crei un fumo protettivo che protegge il devoto dalla negatività e dalla morte. La sua adorazione implica liberare la mente da tutti i pensieri e abbandonare il conosciuto, meditando sull'ignoto silenzio al di là, e sul Vuoto che Dhumavati rappresenta.
Il Shaktisamgama Tantra dice che Dhumavati può essere adorata per l'Uchhatana (eradicazione) di una persona. Un adoratore dovrebbe immaginare il mondo così come il mantra della dea, quindi grigio. Dovrebbe annerire i suoi denti e indossare vestiti neri e osservare i regolamenti, come mangiare poco, dormire a terra e sottomettere i suoi sensi. In questa procedura di adorazione chiamata kakakarma (procedura del corvo), egli dovrebbe "trasformare la sua mente in un corvo" mediante il quale si può causare danno a un'altra persona. Un altro testo tantrico menziona che l'adoratore dovrebbe bruciare un corvo in una fiamma di cremazione e, mentre ripete il mantra delle dee, spargere le ceneri nella casa del nemico, che porterà alla sua distruzione. Il testo dice inoltre che Dhumavati dovrebbe essere adorata solo da Dakshinamarga ("percorso destrorso"). Mentre il Kalarudra-tantra dice che Dhumavati può essere adorata a scopi distruttivi, Shakta-pramoda riferisce che la sua adorazione è utile per acquisire i siddhi e per distruggere i propri nemici.
L'adorazione di Dhumavati viene eseguita nella notte in un terreno di cremazione, con il corpo nudo, ad eccezione di un perizoma. Il quarto giorno lunare della notte buia (Krishna Paksha) è considerato il giorno speciale per celebrare la sua puja (adorazione). L'adoratore dovrebbe osservare un digiuno e rimanere in silenzio per un giorno intero e una notte intera. Dovrebbe anche eseguire un homa ("sacrificio di fuoco"), indossando vestiti bagnati e un turbante, ripetendo il mantra della dea in un terreno di cremazione, in una foresta o in un luogo solitario.

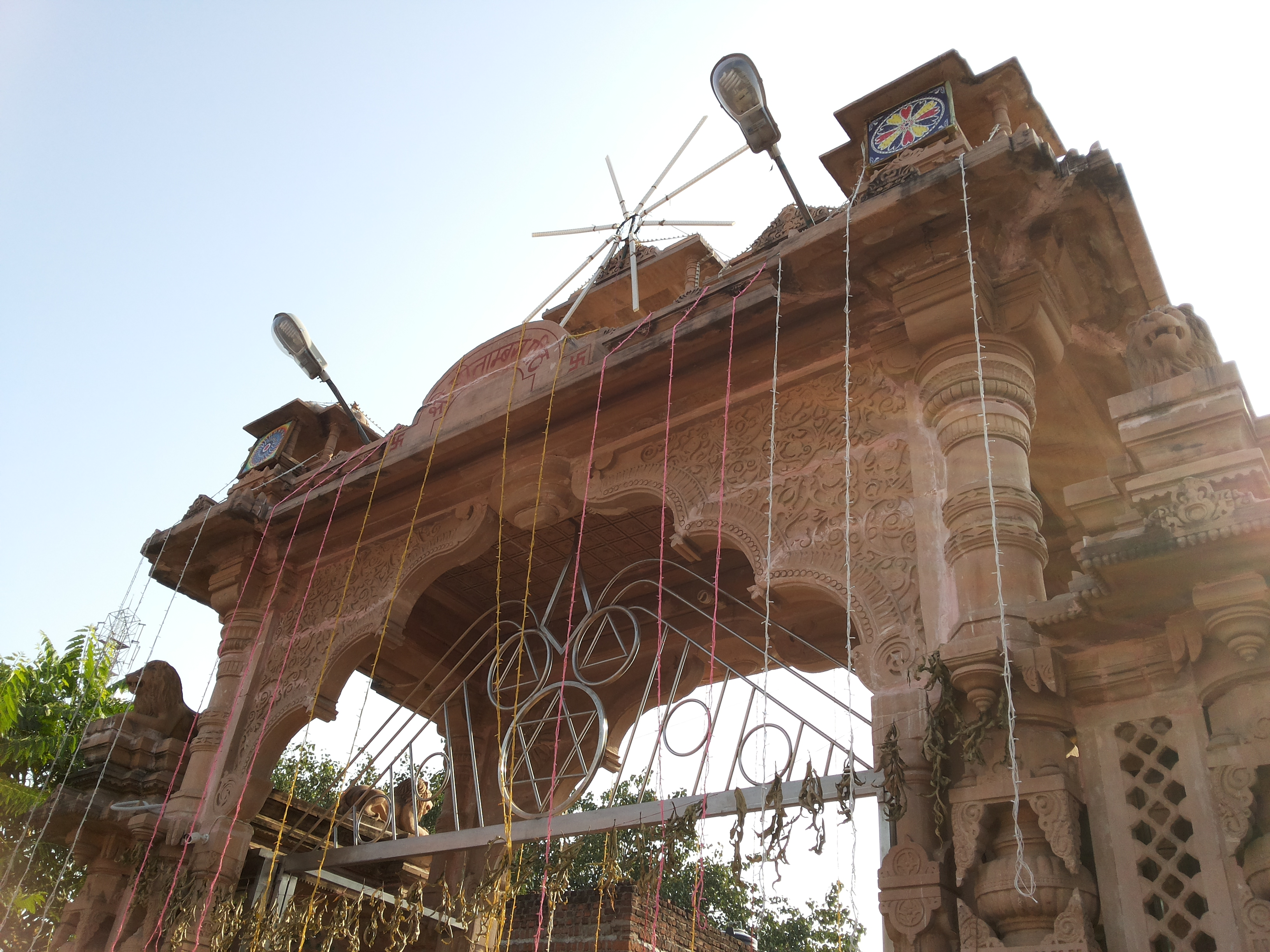
Pitambara Peeth at Datia

I templi di Dhumavati sono estremamente rari. In un tempio di Varanasi, Dhumavati è la divinità principale. I templi Dhumavati più piccoli sono presenti a Rajrappa nel Bihar e vicino al tempio Kamakhya vicino a Guwahati. Nel tempio di Varanasi, che sostiene di essere Shakti Peetha, la raffigurazione di Dhumavati cavalca un carro e tiene in mano un ventaglio, una scopa e una pentola, mentre la quarta mano fa il gesto di non-paura (abhaya-mudra).  La dea offre offerte comuni come fiori e frutta,  ma anche liquori, marijuana, sigarette, carne e talvolta anche sacrifici di sangue. Sebbene i devoti tradizionali di Dhumavati (rinunciatari e Tantrikas) svolgessero le adorazioni nel tempio di Varanasi, qui la dea trascende il suo tradizionale ruolo di "divinità pericolosa che può essere avvicinata solo da eroici adepti tantrici". Dhumavati acquisisce il ruolo di una divinità guardiana locale, o divinità del villaggio, che protegge i locali e persino le coppie sposate la adorano. C'è anche un tempio dedicato alla dea nel complesso del tempio di Pitambara Peeth, Datia.